# Bałdzki Piec

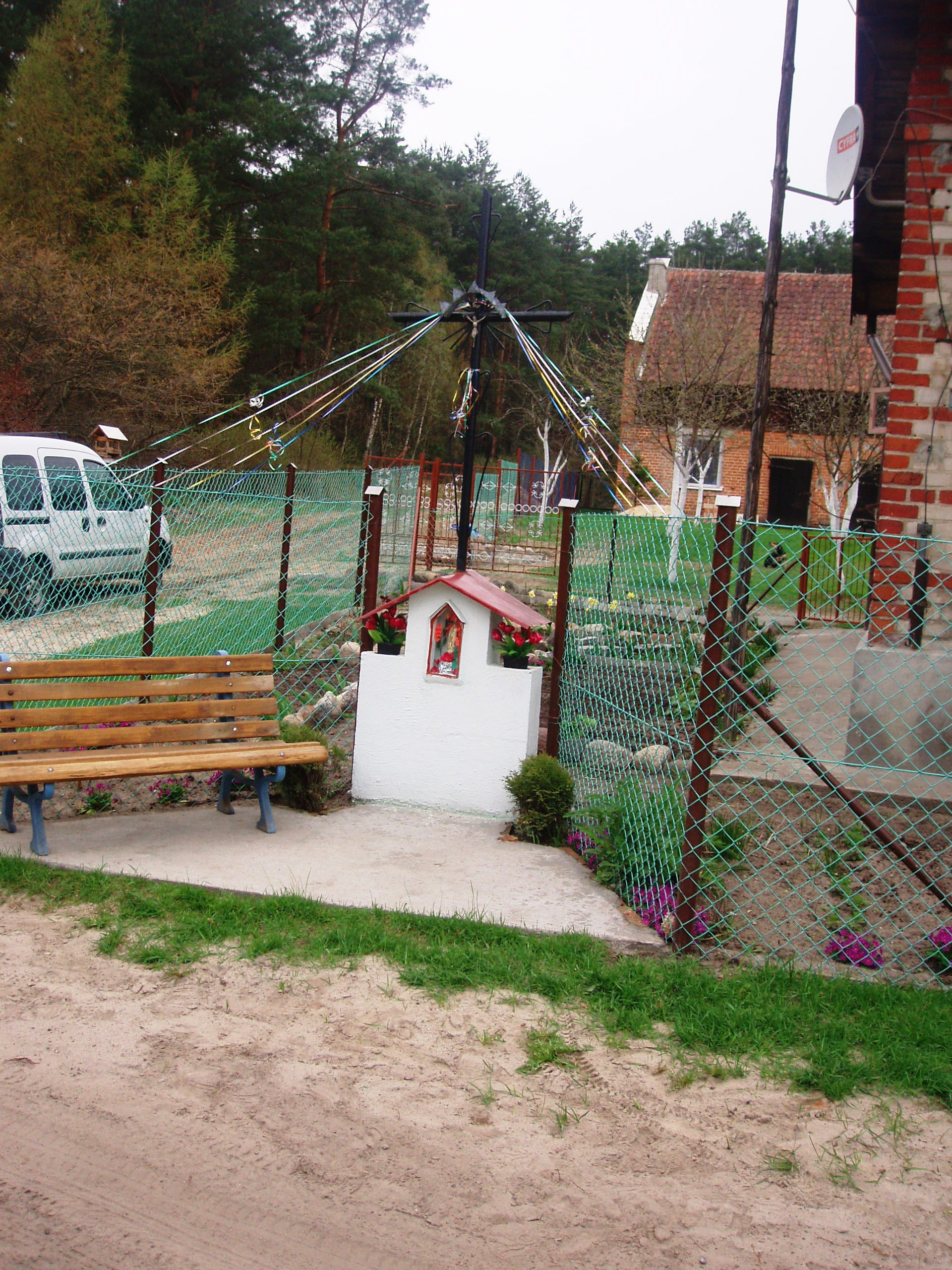
Współczesna kapliczka polna w Bałdzkim Piecu

Bałdzki Piec (dawniej niem. Baldenofen) – wieś w Polsce położona w województwie warmińsko-mazurskim, w powiecie olsztyńskim, w gminie Purda. W latach 1975–1998 miejscowość administracyjnie należała do województwa olsztyńskiego.
Wieś sołecka, znajdująca się na terenie Nadleśnictwa Jedwabno. Znajduje się tu leśniczówka, kapliczka, domy letniskowe. W pobliżu znajduje się Jezioro Łowne Duże i Jezioro Łowne Małe.

## Historia
Osada smolarzy powstała w XVIII w obrębie majątku Bałdy. W osadzie pozyskiwano smołę i węgiel drzewny. Określana była jako wieś szlachecka, z pięcioma domami i 45 mieszkańcami i należała do rodu von Helden. W XIX w. Bałdzki Piec stał się wsią chłopską. Polska nazwa wsi pojawiła się po raz pierwszy w 1820 r. w słowniku topograficznym Walda. W 1835 r. we wsi było 5 domów z 36 mieszkańcami. W 1928 r. w Bałdzkim Piecu mieszkały 54 osoby.
W 2013 r. we wsi mieszkało 51 osób.

## Zabytki
- Zabytkowa chałupa
- domek myśliwski
- leśniczówka